# Nuage d'électrons
 (août 2013).
Si vous disposez d'ouvrages ou d'articles de référence ou si vous connaissez des sites web de qualité traitant du thème abordé ici, merci de compléter l'article en donnant les références utiles à sa vérifiabilité et en les liant à la section « Notes et références ».
Un nuage d'électrons (en anglais, electron cloud ou e-cloud) est un groupe d'électrons qui voyagent dans un accélérateur de particules après avoir été arrachés à des gaz résiduels contenus dans l'accélérateur et aux parois de l'accélérateur.

## L'accélérateur de particules
Un accélérateur est constitué d’une chambre à vide, tube en métal dans lequel circule le faisceau de particules. Le vide y est très poussé afin de réduire la quantité de gaz présent capable de perturber les particules du faisceau.

## Le faisceau de particules
Le faisceau de particules (protons), constitué en paquets (un paquet contient 1,15×1011 protons), est accéléré grâce à des champs électriques et modifié dans sa trajectoire grâce à des champs magnétiques. Le vide n’est jamais total dans la chambre et des collisions ont lieu entre les molécules de gaz résiduels et les particules du faisceau ce qui diminue l'énergie des particules et perturbe leur trajectoire.
Les collisions provoquent l’ionisation des gaz résiduels qui libèrent alors des électrons.
Ces électrons heurtent ensuite la paroi de la chambre d’où sont extraits d’autres électrons. Au lieu de mourir contre la paroi, ces autres électrons sont accélérés par le deuxième paquet chargé positivement qui arrive derrière le premier. Ces électrons primaires acquièrent ainsi une énergie de quelques centaines d’électronvolts (200 à 500 eV) et extraient des électrons secondaires lorsqu’ils rencontrent la paroi. On observe le même phénomène lorsque les paquets suivants arrivent au niveau des électrons secondaires. On a ainsi une multiplication des électrons secondaires qui forment un nuage d'électrons.

### Inconvénients
Le nuage d'électrons devient gênant pour certains accélérateurs (par exemple, pour le SPS (super synchrotron à protons) du CERN).
En effet, à chaque fois qu’un électron frappe la paroi :
- l'électron extrait du gaz, donc la pression augmente dans l'accélérateur ;
- les charges négatives dans l'accélérateur deviennent tellement grandes que le faisceau de particules est déstabilisé (déviation de la trajectoire, perte de particules…) ;
- l'électron transmet son énergie à la paroi et la chambre chauffe ; si on travaille à la température de l’hélium liquide comme dans les aimants supraconducteurs du LHC (grand collisionneur d'hadrons), le système cryogénique doit être capable de compenser cet apport d’énergie, sinon l’élément peut passer de supraconducteur à conducteur normal et dégager une très forte chaleur (les aimants du SPS ne sont pas supraconducteurs, ce sont de simples bobines en cuivre).

### Solution
Pour supprimer le nuage d'électrons, il existe trois techniques :
- l'insertion d'électrodes dans la chambre à vide pour capter les électrons ; le désavantage de cette technique est qu’il faut avoir de la place pour les électrodes et il faut travailler à un potentiel appliqué ;
- le recouvrement de l’intérieur de la chambre à vide d’un matériau capable de limiter la production d’électrons secondaires ;
- l'augmentation de la rugosité de la paroi de l'accélérateur (macroscopiquement ou microscopiquement) afin de piéger le plus possible d’électrons secondaires arrachés à la paroi.

Il est important de connaître le taux maximum de multiplication des électrons qui peut être atteint sans perturber une expérience d’accélération de particules, c'est-à-dire le SEY maximal. SEY est l’acronyme de Secondary Electron Yield (rendement d’électrons secondaires). Le SEY maximal est habituellement représenté par le symbole δ.